# 4522 Britastra
4522 Britastra (1980 BM) là một tiểu hành tinh vành đai chính được phát hiện ngày 22 tháng 1 năm 1980 bởi Bowell, E. ở Flagstaff.